# Thor 1
Thor 1 (uppkallad efter åskguden Tor, ursprungligen kallad Marcopolo 2/BSB 2), var en norsk satellit, ursprungligen uppskickad av British Satellite Broadcasting, såld till Telenor och flyttade till 0,8 grader väst 1992 och tagen ur tjänst i december 2002.

## Historia
I juli 1987 valde British Satellite Broadcasting (BSB) Hughes Space and Communications för att tillverka företagets två satelliter. BSB gavs licens av Independent Broadcasting Authority (IBA) för att sända vad som var tänkt att vara Storbritanniens första satellittjänst i början av 1988. Marcopolo 1 skickades upp i augusti 1989 och Marcopolo 2 i augusti 1990. Marcopolo 2 skulle aldrig ge BSB någon extra kapacitet för nya kanaler, utan användes som backupp för Marcopolo 1.
När Marcopolo 2 skickades upp var BSB i ekonomisk kris med få tittare och låga annonsintäkter. BSB gick omkull bara några månader efter satellitens uppskjutning och slogs samman med rivalen Sky Television till British Sky Broadcasting (BSkyB). BSkyB ersatte de flesta BSB-kanalerna med sina egna och valde att sända via Astrasatelliterna istället för Marcopolo. Marcopolo 2 såldes till norska Televerket (senare Telenor). Den 31 december 1992 valde IBA att dra tillbaka sändningslicensen för Marcopolosatelliterna.
Telenor flyttade satelliten till positionen 0,8 grader väst i september 1992. I och med ägarförändringen fick satelliten beteckningen Thor 1. Under sin tid på den positionen sände satelliten åtskilliga kanaler, bland annat som en del av CTV-paketet. Sändningar skedde främst enligt D2MAC-standarden. Kanaler som sändes analogt var:
- MTV Europe
- FilmNet 1 och FilmNet 2 (blev Canal+ Sverige och Canal+ Gul 1997)
- CNN International
- Eurosport Nordic
- The Children's Channel/TCC Nordic
- Discovery Channel
- HSN Direct
- Sky News & Documentaries
- Animal Planet
- Fox Kids Nordic
- K-World
- TV1000 Cinema

### Fotnoter
1. ↑  ”NASA Space Science Data Coordinated Archive” (på engelska). NASA. https://nssdc.gsfc.nasa.gov/nmc/spacecraft/display.action?id=1990-074A. Läst 5 april 2020.